# HD 35619
HD 35619 är en dubbelstjärna belägen i den södra delen av stjärnbilden Kusken. Den har en skenbar magnitud av ca 8,57 och kräver åtminstone en stark handkikare eller ett mindre teleskop för att kunna observeras. Baserat på parallaxmätning inom Hipparcosuppdraget på ca 0,69 mas, beräknas den befinna sig på ett avstånd på ca 4 700 ljusår (ca 1 450 parsek) från solen. Den rör sig närmare solen med en heliocentrisk radialhastighet på ca -1,5 km/s.

## Egenskaper
HD 35619 är en blå stjärna i huvudserien av spektraltyp O7.5 ((f))z.
HD 35619 har en följeslagare av 12:e magnituden, separerad med 2 bågsekunder.